# Leiocarpa
Leiocarpa là một chi thực vật có hoa trong họ Cúc (Asteraceae).

## Loài
Chi Leiocarpa gồm các loài: